# Montrond-les-Bains
Montrond-les-Bains är en kommun i departementet Loire i regionen Auvergne-Rhône-Alpes i centrala Frankrike. Kommunen ligger i kantonen Saint-Galmier som tillhör arrondissementet Montbrison. År 2022 hade Montrond-les-Bains 5 655 invånare.

## Befolkningsutveckling
Antalet invånare i kommunen Montrond-les-Bains
| Referens: INSEE |